# Élections régionales de 2023 à Brême
Les élections régionales de 2023 à Brême (en allemand : Bürgerschaftswahl in Bremen 2023) se tiennent le 14 mai 2023, afin d'élire les 87 députés de la 21e législature du Bürgerschaft, pour un mandat de quatre ans.
Le Parti social-démocrate retrouve la première place dans ce Land qu'il gouverne sans interruption depuis la fin de la Seconde Guerre mondiale. Le président social-démocrate sortant, Andreas Bovenschulte, reconduit sa coalition avec Les Verts et Die Linke.

## Mode de scrutin
Le Bürgerschaft est constitué de 87 députés (en allemand : Mitglied der Bremischen Bürgerschaft, MdBB), élus pour une législature de quatre ans au suffrage universel direct et suivant le scrutin proportionnel de Sainte-Laguë. Le droit de vote est ouvert à partir de 16 ans révolus.
Chaque électeur dispose de cinq voix, qu'il peut attribuer à une ou plusieurs listes de candidats présentés par les partis politiques au niveau de la circonscription, ou à un ou plusieurs candidats selon les règles du panachage et du vote cumulatif. Le Land compte deux circonscriptions : les villes de Brême et de Bremerhaven.
Lors du dépouillement, les 72 sièges de Brême et les 15 sièges de Bremerhaven sont répartis en fonction des voix récoltées au niveau de la ville, entre les partis ayant remporté au moins 5 % des suffrages exprimés dans la circonscription concernée.
Les sièges sont attribués en priorité aux candidats ayant reçu le plus grand nombre de suffrages sur leur nom.

## Campagne
Lors d'un congrès régional de l'Union chrétienne-démocrate d'Allemagne (CDU) le 21 mai 2022, le président du Bürgerschaft, Frank Imhoff (de), est désigné chef de file pour les élections de 2023. Il remporte le soutien de 100 % des délégués ayant pris part au vote. Il remplace ainsi le président régional du parti, Carsten Meyer-Heder (de), qui n'avait pas souhaité rempiler.
Thore Schäck (de), président régional du Parti libéral-démocrate (FDP) et porte-parole de son groupe parlementaire sur les travaux publics et les transports, est nommé le 27 août 2022 chef de file électoral par le congrès de son parti, qui ratifie une proposition faite en ce sens quatre mois plus tôt par le comité directeur régional.
Le 3 septembre 2022, Kristina Vogt (de), sénatrice à l'Économie du Land, est choisie par Die Linke comme cheffe de file pour le scrutin de 2023. Sa candidature reçoit le soutien de 87,2 % des suffrages exprimés par les délégués au congrès du parti. La sénatrice à la Santé, Claudia Bernhard (de), est désignée à la seconde place de la liste des candidats par 88,8 % des voix.
Le président du Sénat sortant, Andreas Bovenschulte, est investi le 10 septembre 2022 par le congrès du Parti social-démocrate d'Allemagne (SPD) comme chef de file électoral. Il reçoit une seule voix défavorable, rassemblant le soutien de 99,2 % des délégués ayant pris part au vote.
Le même jour, l'Alliance 90/Les Verts (Grünen) confirme sa cheffe de file de 2019 et sénatrice à l'Environnement, Maike Schaefer (de), comme candidate pour 2023, avec un résultat net mais moins écrasant que le candidat social-démocrate, 81,3 % des suffrages exprimés.
Le 17 mars 2023, la commission électorale régionale interdit la participation de l'Alternative pour l'Allemagne (AfD) au scrutin. Elle reproche au parti d'avoir soumis deux listes de candidats, alors que la loi électorale n'autorise le dépôt que d'une seule candidature. Chaque liste a été proposée par une instance se revendiquant légitime, mais la commission indique ne pas avoir la compétence pour déterminer laquelle des deux l'est effectivement.

### Principaux partis
| Parti | Parti                                                                              | Idéologie                                                                   | Chef de file                                      | Résultat en 2019           |
| ----- | ---------------------------------------------------------------------------------- | --------------------------------------------------------------------------- | ------------------------------------------------- | -------------------------- |
|       | Union chrétienne-démocrate d'Allemagne Christlich Demokratische Union Deutschlands | Centre droit Démocratie chrétienne, libéral-conservatisme                   | Frank Imhoff (de) (Président du Bürgerschaft)     | 26,7 % des voix 24 députés |
|       | Parti social-démocrate d'Allemagne Sozialdemokratische Partei Deutschlands         | Centre gauche Social-démocratie, troisième voie, progressisme               | Andreas Bovenschulte (Président du Sénat)         | 24,9 % des voix 23 députés |
|       | Alliance 90/Les Verts Bündnis 90/Die Grünen                                        | Centre gauche Écologie politique, progressisme                              | Maike Schaefer (de) (Sénatrice à l'Environnement) | 17,4 % des voix 16 députés |
|       | Die Linke La Gauche                                                                | Extrême gauche à gauche Socialisme démocratique, anticapitalisme, populisme | Kristina Vogt (de) (Sénatrice à l'Économie)       | 11,3 % des voix 10 députés |
|       | Parti libéral-démocrate Freie Demokratische Partei                                 | Centre droit à droite Libéralisme, libéralisme économique                   | Thore Schäck (de)                                 | 5,9 % des voix 5 députés   |
|       | Citoyens en colère Bürger in Wut                                                   | Droite Nationalisme, populisme                                              | Piet Leidreiter (de)                              | 2,4 % des voix 1 député    |

### Sondages

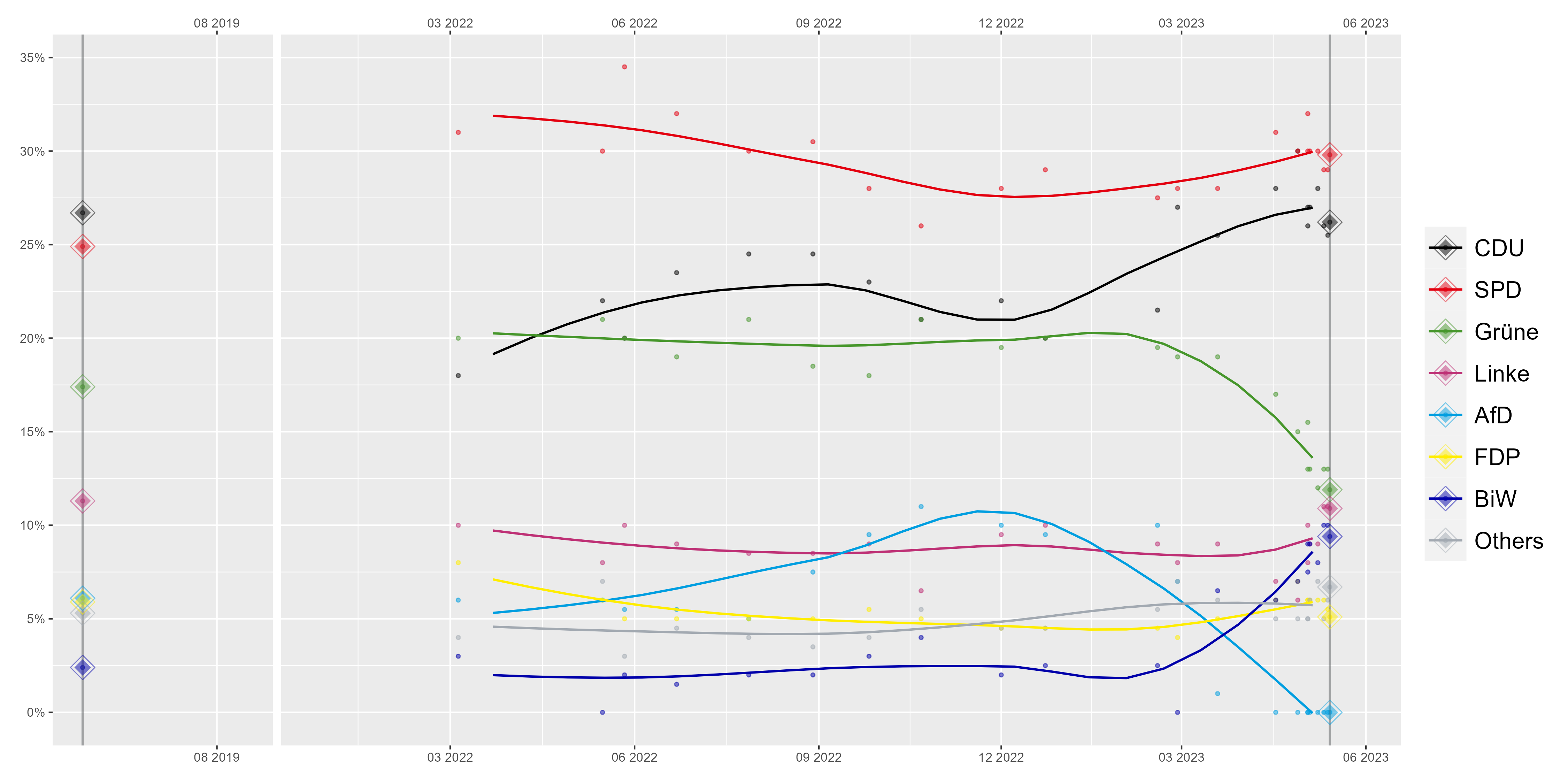
Moyenne lissée des sondages

| Institut                | Date       | CDU    | SPD    | Grünen | FDP   | Linke  | AfD   | BiW   |
| ----------------------- | ---------- | ------ | ------ | ------ | ----- | ------ | ----- | ----- |
| Institut                | Date       |        |        |        |       |        |       |       |
| Forschungsgruppe Wahlen | 11/05/2023 | 26 %   | 29 %   | 13 %   | 6 %   | 11 %   | –     | 10 %  |
| INSA                    | 09/05/2023 | 28 %   | 30 %   | 12 %   | 6 %   | 9 %    | –     | 8 %   |
| Forschungsgruppe Wahlen | 05/05/2023 | 27 %   | 30 %   | 13 %   | 6 %   | 9 %    | –     | 9 %   |
| Infratest dimap         | 04/05/2023 | 27 %   | 30 %   | 13 %   | 6 %   | 10 %   | –     | 9 %   |
| Wahlkreisprognose       | 03/05/2023 | 26 %   | 32 %   | 15,5 % | 6 %   | 8 %    | –     | 7,5 % |
| INSA                    | 29/04/2023 | 30 %   | 30 %   | 15 %   | 7 %   | 6 %    | –     | 7 %   |
| Infratest dimap         | 20/04/2023 | 28 %   | 31 %   | 17 %   | 6 %   | 7 %    | –     | 6 %   |
| Infratest dimap         | 01/03/2023 | 27 %   | 28 %   | 19 %   | 4 %   | 8 %    | 7 %   | –     |
| Wahlkreisprognose       | 27/09/2022 | 23 %   | 28 %   | 18 %   | 5,5 % | 9 %    | 9,5 % | 3 %   |
| Infratest dimap         | 18/05/2022 | 22 %   | 30 %   | 21 %   | 6 %   | 8 %    | 6 %   | –     |
|                         |            |        |        |        |       |        |       |       |
| Dernières élections     | 26/05/2019 | 26,7 % | 24,9 % | 17,4 % | 5,9 % | 11,3 % | 6,1 % | 2,4 % |

## Résultats
Chaque électeur disposant sur son bulletin de vote de cinq voix, le total de ces dernières est largement supérieur au nombre de votes valides.
|                          |                                              |           |       |      |        |               |  |  |
| Parti                    | Parti                                        | Voix      | %     | +/-  | Sièges | +/-           |  |  |
|                          | Parti social-démocrate d'Allemagne (SPD)     | 376 610   | 29,80 | 4,87 | 27     | 4             |  |  |
|                          | Union chrétienne-démocrate d'Allemagne (CDU) | 331 380   | 26,22 | 0,44 | 24     | en stagnation |  |  |
|                          | Alliance 90/Les Verts (Grünen)               | 150 263   | 11,89 | 5,54 | 11     | 5             |  |  |
|                          | Die Linke (Linke)                            | 137 676   | 10,89 | 0,43 | 10     | en stagnation |  |  |
|                          | Citoyens en colère (BiW)                     | 118 695   | 9,39  | 6,95 | 10     | 9             |  |  |
|                          | Parti libéral-démocrate (FDP)                | 64 155    | 5,07  | 0,88 | 5      | en stagnation |  |  |
|                          | Volt                                         | 24 848    | 1,97  | Nv   | 0      | en stagnation |  |  |
|                          | Parti de protection des animaux              | 13 819    | 1,09  | Nv   | 0      | en stagnation |  |  |
|                          | Die PARTEI                                   | 12 052    | 0,95  | 0,71 | 0      | en stagnation |  |  |
|                          | Autres partis                                | 34 410    | 2,72  | –    | 0      | 5             |  |  |
| Total des voix           | Total des voix                               | 1 263 908 | 100   |      |        |               |  |  |
|                          |                                              |           |       |      |        |               |  |  |
| Votes valides            | Votes valides                                | 255 401   | 97,44 |      |        |               |  |  |
| Votes blancs et nuls     | Votes blancs et nuls                         | 6 698     | 0,56  |      |        |               |  |  |
| Total                    | Total                                        | 262 099   | 100   | –    | 87     | 3             |  |  |
| Abstentions              | Abstentions                                  | 198 679   | 43,12 |      |        |               |  |  |
| Inscrits / participation | Inscrits / participation                     | 460 778   | 56,88 |      |        |               |  |  |

### Analyse

#### Sociologique
| Catégorie                      | SPD  | CDU  | Grünen | Linke | BiW  | FDP |
| ------------------------------ | ---- | ---- | ------ | ----- | ---- | --- |
| Catégorie                      |      |      |        |       |      |     |
| Sexe                           |      |      |        |       |      |     |
| Hommes                         | 27 % | 28 % | 12 %   | 10 %  | 10 % | 6 % |
| Femmes                         | 31 % | 25 % | 13 %   | 12 %  | 8 %  | 4 % |
| Âge                            |      |      |        |       |      |     |
| Moins de 30 ans                | 23 % | 15 % | 19 %   | 17 %  | 6 %  | 8 % |
| 30-44 ans                      | 24 % | 22 % | 18 %   | 10 %  | 9 %  | 6 % |
| 45-59 ans                      | 29 % | 30 % | 10 %   | 9 %   | 12 % | 5 % |
| Plus de 60 ans                 | 37 % | 31 % | 7 %    | 10 %  | 8 %  | 4 % |
| Statut                         |      |      |        |       |      |     |
| Ouvrier                        | 31 % | 24 % | 6 %    | 9 %   | 19 % | 5 % |
| Employé                        | 30 % | 26 % | 13 %   | 11 %  | 9 %  | 5 % |
| Fonctionnaire                  | 30 % | 29 % | 14 %   | 13 %  | 5 %  | 5 % |
| Indépendant                    | 20 % | 37 % | 12 %   | 11 %  | 6 %  | 7 % |
| Études                         |      |      |        |       |      |     |
| Hauptschulabschluss            | 43 % | 27 % | 3 %    | 6 %   | 16 % | 3 % |
| Mittlere Reife                 | 31 % | 30 % | 6 %    | 7 %   | 16 % | 4 % |
| Abitur (baccalauréat)          | 27 % | 25 % | 13 %   | 13 %  | 7 %  | 5 % |
| Hochschulabschluss (supérieur) | 25 % | 24 % | 20 %   | 15 %  | 4 %  | 6 % |